# Zombibi
Pour plus de détails, voir Fiche technique et Distribution.
Zombibi est une comédie horrifique néerlandaise, sortie en février 2012.

## Résumé
Amsterdam-Ouest. Aziz, employé de bureau, est très attiré par sa collègue Tess, qui lui fixe rendez-vous pour une soirée en tête à tête. Mais le jour même, il se fait renvoyer par son patron, sous prétexte que son frère Mo l'appelle sans arrêt au bureau. Allant voir celui-ci pour le sermonner, il est par sa faute arrêté par la police. C'est à ce moment qu'un satellite russe s'écrase sur la ville et qu'un virus venu de l'espace transforme les gens en zombis assoiffés de sang. Après avoir rencontré un zombi en sortant, les deux frères se réfugient dans le commissariat accompagnés de Jeffrey et Nolan, deux autres prisonniers, et de Kim, une femme policier, où ils prennent conscience de la situation par le biais de la télévision. 
Après une attaque des policiers transformés en zombis au sein même du commissariat, la fine équipe, accompagnée d'un autre survivant nommé Joris, s'enfuit dans les rues pour tenter de rejoindre une zone sécurisée. Tous s'équipent d'armes diverses et insolites: arbalète, club de golf, crosse de hockey, maillet, lanceur de balles de tennis... Ayant reçu un appel au secours de Tess, Aziz tente alors de la rejoindre, accompagné de Kim, tandis que le reste du groupe se met en tête de dévaliser une banque. 
Après leur casse, Joris s'enfuit avec la totalité du butin, tandis que Nolan est mordu par un zombi : Jeffrey est contraint de l'achever alors qu'il commence à se transformer. Les deux groupes se retrouvent et se font coincer par une bande de zombis, mais sont tirés d'affaire par les frères Barachi, deux voyous qui chassent le zombi à bord d'une décapotable. Ceux-ci leur indiquent la direction de la zone sécurisée. Arrivés là-bas, le petit groupe vole un véhicule de l'armée dans lequel se trouvent des armes pour tenter de rejoindre Tess. Arrivés au building où elle se trouve, Jeffrey, équipé d'une mitrailleuse, tente de retenir la meute de zombis tandis que les autres se ruent dans les étages.
Rencontrant un autre survivant, ils apprennent que Tess a en fait appelé tous les hommes du bureau, affirmant à chacun qu'il était le seul à pouvoir l'aider, et elle confirme au téléphone qu'elle a déjà été secourue - elle se fait cependant attaquer quelques instants plus tard. Au sommet de l'immeuble, les deux frères, qui ont été séparés de Kim, découvrent le satellite qui s'est écrasé sur le toit. Le sergent Andreij "Mad Dog" Lidkovski de l'armée russe est également là et les charge de poser des explosifs sur le satellite. Cependant le sergent a été contaminé et réussit à mordre Mo avant qu'ils réussissent à s'en débarrasser. Mo reste pour s'occuper de l'explosion, laissant dix minutes de battement à son frère pour s'enfuir, tandis qu'Aziz part sauver Kim, qui a été attaquée par Tess-zombi. 
Pendant tout ce temps, essayant de rejoindre le groupe, Jeffrey a charrié sa mitrailleuse par l'escalier jusqu'aux derniers étages, où il arrive épuisé. C'est à ce moment qu'il croise Kim et Aziz qui redescendent en courant, lui expliquant la situation au passage. Les trois amis réussissent finalement à regagner la zone sécurisée (où ils retrouvent les frères Barachi), pour découvrir qu'elle est infestée de... vampires !

## Fiche technique[1]
- Titre original : Zombibi
- Titre français : Kill Dead Zombi !
- Titre anglophone : Kill Zombi !
- Réalisation : Martijn Smits et Erwin van den Eshof
- Scénario : Tijs van Marle
- Image : Joost van Herwijnen
- Musique : Martthijs Kieboom et Martijn Schimmer
- Montage : Joost Van De Wetering
- Production : Bob de Lange, Frank Groenveld, René Huybrechtse, Coen Michelsen et Paul Ruven
- Société de production : Talent United Film & TV, Launch Works
- Société de distribution :

 Pays-Bas,  Belgique : A-Film Distribution
 France : TF1 Vidéo (DVD)
- Budget : 500 000 €
- Genre : Comédie horrifique
- Durée : 82 minutes
- Langue originale : néerlandais
- Date de sortie :

 Belgique : 15 février 2012
 Pays-Bas : 16 février 2012
 France (vidéo) : 17 avril 2013

## Distribution
- Yahya Gaier : Aziz
- Gigi Ravelli : Kim
- Mimoun Oulad Radi (V.F. : Marc Saez) : Mo
- Sergio Hasselbaink : Jeffrey
- Uriah Arnhem : Nolan
- Wart Kamps : Pieter
- Nadia Poeschmann (nl) : Tess
- Noel Deelen : Joris
- Carlo Boszhard (nl) (V.F. : Marc Bretonnière) : Jan De Hoop (le présentateur télé)
- Yes-R : Jamal Barachi
- Iliass Ojja : Kadir Barachi
- Frans van Deursen (nl) : le sergent Andreij "Mad Dog" Lidkovski

Sources et légende : Version française (V. F.) sur RS Doublage